# 海上诊疗所
《海上诊疗所》（日语：海の上の診療所）是日本富士电视台于月九时段播出的一部电视剧，由松田翔太主演。本剧自2013年10月14日起，日本时间（JST）每周一晚21:00 - 21:54播出。

## 劇情簡介
本剧的故事发生在一艘在濑户内海离岛群巡弋，为岛上居民提供巡回医疗服务的医疗船“海诊丸”上。瀨崎航太是一名自由执照医生，应聘来到“海诊丸”，成为了船上的主诊医师，剧情亦随着他的到来展开。“海诊丸”全年在64个离岛之间巡回航行，因此招聘医生并不容易。航太是半年以来首个应聘的医生。每到一个岛上，航太都会邂逅一名美丽的女子，对其一见钟情的航太，总会向大家宣布自己即将下船结婚的决心，却似乎总是无法成功。另一边，一位女子正不断地寻找航太的踪迹。
醫療船「海診丸」的原型是真實存在的医疗船「濟生丸」。

## 背景
本劇為松田翔太首次主演富士台月九劇，前兩次在《沒有薔薇的花店》、《流星》皆為配角，武井咲是繼《教我愛的一切》後再度演出月九劇。

## 播出
本劇在日本一集播出完5天後將會在北美、加拿大、中南美洲共35國進行付費收視，北美的付費收視由美國大型媒體NBC、FOX、ABC合資的網站「Hulu」所播出。

## 角色

### 海診丸
瀨崎航太(29)（松田翔太 飾）
對於女性相當溫柔的自由執照醫生。除了帶有離島醫療的責任也一邊尋找的自己喜歡的人。在診療上不一定使用藥物做為治療，而是會選擇最適合病人身體的食物等東西來治療。護士戶神對於他略帶輕浮的態度抱持他適任醫生的質疑，但是在她看過瀨崎的醫術後相信他真的能夠治療患者。
對於醫療船所停泊的島嶼，如果島上有年輕的單身女性總是會努力追求，常常發表要下船與島上女性結婚的宣言。
户神真子(23)（武井咲 飾）
護士。一旦生氣會變得很恐怖。首次與瀨崎醫生於出浴時相遇，對於醫生的輕浮的態度感到討厭。對於瀨崎醫生對待其她漂亮女生的舉動會打他並要求他「正經一點」。
據傳在還沒成為護士之前是位太妹頭頭。
内村葵(39)（藤原紀香 飾）
内科醫生。晃的妻子，稱丈夫為「晃君」。日常的對話中常夾帶大阪腔。夫婦共通的興趣是在船內跳社交舞。
三崎昇(21)（福士蒼汰 飾）
看護師。寫了介紹海診丸的工作人員們的筆記給航太，喜歡打聽八卦。
日内晃(37)（荒川良良 飾）
事務長，葵的丈夫。海診丸的最高負責人，花了半年募集醫生，最後終於等到航太，每當航太想下船總是努力挽留。
山中·卡洛斯·洋平(30)（植野行雄 飾）
航海士。除了一般船務以外也負責經營海診丸的部落格。
前島邦宏(32)（土屋裕一 飾）
总技师。
海藤剛(48)（寺島進 飾）
船長兼料理長。被稱做「花園暴走機車」的前橄欖球員，擁有很多小孩的父親。每當航太說要離開船時，總是嚷著要開送別會。

### 其他
羽島輝（户田惠梨香 饰）（友情演出）
追著航太消息的女性。
濑崎玲子(49)（麻生祐未 饰）
小料理屋的女老闆，航太的母親。等著航太介紹給他未婚妻。
高濑信吉（倉科岳文 饰）
小料理屋的常客。

### 客串

#### 第1集 「千登勢島」
村上美月（加藤爱 饰）
道則的女兒。反對父親收起家中的造船事業，航太在出診的時候對她一見鍾情而執意要幫她。
村上道則（片岡鶴太郎 饰）
美月的父親。專門製造传统木船。
宫胁拓也（高橋努 饰）
美月的未婚夫。為了與美月結婚而去學造船。在練習島上祭典的太鼓時因過度用力而受傷，被海診丸的航太所醫治。
宫胁和子（高橋香織 饰）
拓也的姐姐。一直在一旁守護著努力的弟弟。
女大学生（生田繪梨花、樱井玲香、伊藤万理華（乃木坂46） 饰）
航太在去海诊丸路上的电车里遇到并搭讪的女大学生，但下了电车才知道都是有男朋友的人。

#### 第2集 「美沖島」
立花薫（篠田麻里子 饰）
島上美沖國小唯一的教師。原在岡山都市教書但因為氣喘惡化所以被村公所的職員說服到離島教學看看身體是否有改善，但是沒想到能繼續惡化，而且被對於教育相當重視的村長討。
第2話為篠田從AKB48畢業後首次演出連續劇。
片山憲造（勝部演之 饰）
美沖島村長，對於因氣喘的薰不能照常參加學校事務感到不開心，想為了自己孫子的教育而希望勳早點辭掉工作，並尋找新的老師。
増田潔（八十田勇一 饰）
美沖島公所總務部地域活性課職員。負責教師任用。
片山遼（高木星來 饰）
美沖小学校唯一的在校生，五歲時母親過世，而從事漁業的父親一個月只回家一次，所以由祖父片山照顧。

#### 第3集 「浮之島」
盐见里花（夏帆 饰）
騙了四个男子的結婚欺诈嫌疑犯，被警方通緝。五年没回島上，因知曉母親生病而特別回來探視，很希望完成母親想看到他結婚的願望而跟航太提出結婚。
盐见千鹤（いしだあゆみ 饰）
定期到海診丸診療的患者。一年前接受大腸癌的手術，在半年前患上老年痴呆症。希望女兒結婚時能像她當年穿著白無垢（日本傳統婚紗）坐着渡船出嫁。
熊野直哉（皆川猿時 饰）
追踪盐见里花的廣島縣警察。知道真子過去的事情，對於真子成為護士感到驚訝。
高山一樹（伊藤龍也 饰）
熊野的部下。

## 幕后班底
- 劇本 - 徳永友一
- 音樂 - 神坂享輔
- 導演 - 中江功、谷村政樹、髙野舞
- 主題歌 - 家入里歐〈太陽女神〉（Victor Entertainment）[7]
- 構成協力 - 桑村さや香、高橋かづゆき
- 助導 - 高橋貴司、田澤裕一
- 音樂製作人 - 千葉篤史
- 動畫 - 鉄拳[8]
- 音樂編輯 - 小西善行
- 音效編輯 - 伊東晃
- CG製作 - 冨士川祐輔
- CG導演 - 三塚篤
- VFX - 落合信人、Peco
- 食品協調員 - はらゆうこ
- 特技協調員 - 田渕景也
- 太鼓指導 - 湯澤元一（第1話）
- 方言指導 - 西村奈歩（第3話）
- 舞蹈監督 - StudioR六本木ヒルズ店
- 編舞 - 武田まゆみ
- 船舶協力 - 木村尚和、天本壽人
- 醫療監督 - 松本尚、原義明
- 醫事取材協力 - 高田哲也
- 看護指導 - 石田喜代美
- 協力 - 瀬戸内海巡回診療事業推進事務所
- 製作人 - 藤野良太、古谷建自
- 總製作人 - 柴田圭子
- 助理製作人 - 秋山八重子
- 制作著作 - 富士電視台

## 播出日期、收視率
| 集數                                                    | 播出日期       | 原文標題 | 中文标题                                  | 導演     | 收視率 |
| ------------------------------------------------------- | -------------- | -------- | ----------------------------------------- | -------- | ------ |
| 第1集                                                   | 2013年10月14日 |          | 巡迴瀨戶內海美麗島群 醫療船的故事現在開始 | 中江功   | 15.6%  |
| 第2集                                                   | 2013年10月21日 |          | 小島的小學 僅有一人的教師與學生的羈絆     | 中江功   | 12.4%  |
| 第3集                                                   | 2013年10月28日 | [ 10 ]   | 瀨戶的新娘                                | 中江功   | 11.4%  |
| 第4集                                                   | 2013年11月4日  |          | 美女實習醫是超自我的大小姐                | 谷村政樹 | 10.6%  |
| 第5集                                                   | 2013年11月11日 |          | 蜜柑而連結的家族羈絆                      | 髙野舞   | 12.1%  |
| 第6集                                                   | 2013年11月18日 |          | 前不良看護師，離島看護懸掛的夢            | 谷村政樹 | 08.9%  |
| 第7集                                                   | 2013年11月25日 |          | 謎樣的女子終於登場！海診丸最大的危機      | 中江功   | 09.9%  |
| 第8集                                                   | 2013年12月2日  |          | 與愛慕的前輩重聚！護士昇的戀情            | 髙野舞   | 09.5%  |
| 第9話                                                   | 2013年12月9日  |          | 給即將成為母親的妹妹                      | 高橋貴司 | 09.2%  |
| 第10集                                                  | 2013年12月16日 |          | 最後的最終章 Dr航太的選擇與結果           | 髙野舞   | 09.9%  |
| 完結篇                                                  | 2013年12月23日 |          | 發生在聖誕夜的海上奇蹟！ 最後的感動壓軸！ | 中江功   | 14.1%  |
| 平均收視率11.4%（收視率由Video Research於關東地區統計） |                |          |                                           |          |        |